# ريفو راكوتوفاو
ريفو راكوتوفاو (مواليد 12 مايو 1960) هو سياسي مدغشقري،وعضو في حزب هيري فاوفاو هو آني مدغشقر،خدم كرئيس في مجلس الشيوخ خلال فترة حكم هيري راجاوناريمامبيانينا،وذلك من 12 نوفمبر 2017 حتى 19 يناير 2021،وفي 7 سبتمبر 2018،أعلن الرئيس المدغشقري هيري راجاوناريمامبيانينا استقالته،وتم تعيينه رئيسًا مؤقتًا للدولة لمدة 4 أشهر و12 يومًا،وذلك من 7 سبتمبر 2018 حتى تم انتخاب أندريه راجولينا رئيسًا للدولة في 19 يناير 2019.